# ۱۵ (پیش از میلاد)
۱۵ (پیش از میلاد) ۱۵مین سال قبل از تقویم میلادی است.